# Scandale à Milan
Pour plus de détails, voir Fiche technique et Distribution.
Scandale à Milan (titre italien : Difendo il mio amore) est un film franco-film italien réalisé par Giulio Macchi, sorti en 1956.

## Fiche technique
- Titre original : Difendo il mio amore
- Titre français : Scandale à Milan
- Réalisation : Giulio Macchi
- Scénario : Jacques Robert, Giorgio Prosperi, Ettore Giannini et Suso Cecchi D'Amico
- Photographie : Gianni Di Venanzo
- Montage : Mario Serandrei
- Musique : Renzo Rossellini
- Société de production : Titanus, Les Films Marceau
- Société de distribution : Titanus, Les Films Marceau
- Pays de production :  Italie |  France
- Format : Noir et blanc — 35 mm — 2,35:1 — Son : Mono
- Genre : Film dramatique
- Dates de sortie : 
  - Italie : 12 septembre 1956
  - Autriche : novembre 1956
  - Allemagne de l'Ouest : 26 mars 1957
  - France: 22 août 1957
- Affiches : Boris Grinsson, Marcel Jeanne (France)

## Distribution
- Martine Carol : Elisa Leonardi
- Vittorio Gassman : Giovanni Marchi
- Gabriele Ferzetti : Pietro Leonardi
- Charles Vanel : Verdisio
- Giorgia Moll : Orietta
- Maria Del Gesso : Angela
- Arnoldo Foà : L'avocat
- Clelia Matania : Emma
- Elena Altieri
- Loris Gizzi
- Enrico Glori
- Mino Doro
- Gertrude Flynn : la directrice de l'école